# Epicoma incompta
Epicoma incompta är en fjärilsart som beskrevs av Walker. Epicoma incompta ingår i släktet Epicoma och familjen tandspinnare. Inga underarter finns listade i Catalogue of Life.